# 北鬼江八幡宮
北鬼江八幡宮（きたおにえはちまんぐう）は、富山県魚津市北鬼江の町内中央部に鎮座する神社。旧社格村社。

## 現況
境内には樹齢450年を超え、この度の竣工記念を以てご神木となった大欅、本殿再建時に植樹し、樹齢100年と考えられる大銀杏二本、そして古来「山の神」「天狗の棲む木」と呼ばれ、一本の木が途中に「窓」の形状を擁する珍しい神木、本榊が植えられている。
八幡宮の祭礼は1月の元始祭に始まり、3月春季例祭、6月徐蝗祭、10月秋季例祭と続く。秋季例祭時には神輿が町内を巡回し、新造なった境内踊り場では獅子舞が奉納される。神社の維持管理は町内三役と新しく6名からなる「北鬼江八幡宮役員会」が担い、周年整備保存に務めている。神輿の管理運営は町内の青年会が携わり、獅子舞は獅子舞保存会が運営している。
氏子数は161戸。

## 由緒
北鬼江筵敷田にあり村社なり譽田別命（ホンダワケノミコト）=（応神天皇）を祀る。
「大同元年(806)已前久和幸圓ノ二漁夫アリ当村海岸字宮ノ下ノ地二八幡諏訪ノ二社勧請ノ後右二名共本郡魚津浦ヘ移住ノ際諏訪ノ一社該浦ヘ移シ其ノ後郷士新田孫三ノ時代当社殿現今ノ地二再建スト云フ」

## 歴史
由緒書に記述されている久和・幸圓氏とは、「町史」に因れば江戸時代に活躍した久和長左エ門・高円清右ヱ門の遠祖であり、さらに遡ること大和政権が全国を制圧する時代、第十代崇神天皇四道将軍の一人、大彦命と共に北陸道平定に参加した吉田久美彦・津地幸比古が始祖と成るとされる。
また本郡魚津浦とは、魚津市元町に建立されていた諏訪社の由緒書に由れば元町（現本町）近辺の海岸であり、この地域から寒村そして魚津へと町が大きく発展していったことを「町史」は伝えている。
郷士新田孫三の時代とは推測の域を出ないが、その「郷士」の意味するところや大欅の樹齢、そして北鬼江八幡宮の神紋から推測して、魚津松倉城主椎名康種が上杉勢に敗北を喫した1570年代から1580年代の天正年間としている。その時代に八幡宮の社が海岸沿い宮ノ下の地から現在地に遷座したのだろう。
尚、加積郷社正八幡宮御由緒(宮津八幡宮)に於いて「人王32代推古天皇の時代に津地幸比古加積将となり此所にご神殿創建～略～」と記すことから、北鬼江の八幡神は津地によって宮津の地から分霊されたものと推測できまいか。
現存する拝殿は幕末の建築とみられ、1886年（明治19年）に現在地に移築された。太鼓橋で繋がる本殿は1914年（大正3年）に建てられた。
境内は明治から昭和初期にかけて数回にわたる拡張があったといわれ、かつて1,221m2の境内を有していた。1987年、魚津駅西地区都市計画事業の実施により、山側で減少を課され、境内が細長い形状となり、換地決定後には1,076m2となる。また、社殿と樹木を除き、鳥居（1914年10月1日建立）や狛犬（鳥居建立と同日の奉納）、灯籠（同年10が宇奉納）、手水盤（1920年10月奇進）なども解体・移設された。併せて八幡宮の改築や神輿堂の新築も実施されることになり、1987年7月5日に起工式を行い、同年9月15日に完工した。

### 平成の大修理
北鬼江八幡宮は1886年(明治19年)から3年の工期を経て社殿を改築して以降、「耐用の限度を超えた社」との報告を受け、2013年（平成25年）9月までに、約130年振りに大修復工事を行った。
町内に於いては北鬼江八幡宮修復再建委員会を組織し、設計施工は職藝学院が担った。総括監修指導・上野幸夫教授、棟梁佐藤博準教授指揮の下、拝殿・幣殿・太鼓橋・神輿堂・参道の修復。手水舎・踊り場・玉垣の新築などにより境内の風情が一新した。
修復作業は北鬼江八幡宮宮司高倉政憲氏の御導きの下、2013年（平成25年）3月17日仮遷座祭を皮切りに6月15日上棟祭、9月28日には御舟代に乗せたご神体や稚児行列が町内を巡行し、本遷座祭か厳かに執り行われた。こうした経緯の中、造営工事は順調に進み、10月の植栽工事完工を以て竣工し、同年9月28日に本遷座祭が行われた。2014年（平成26年）2月には再建事業竣工記念誌を発刊している。本殿は大正3年の築造と考えられ、総欅の造営であるが、現在に在っても腐朽等の箇所は微細であり、覆屋のガラス張り化を以て修復とした。本殿を囲む垣柵は朱色とし、一部工事を神社役員会と町内三役が担った。